# Medal jubileuszowy „20 lat niepodległości Ukrainy”
Medal jubileuszowy „20 lat niepodległości Ukrainy” (ukr. Ювілейна медаль «20 років незалежності України») – ukraińskie jubileuszowe odznaczenie państwowe.

## Historia
Odznaczenie zostało ustanowione dekretem Prezydenta Ukrainy nr 625/2011 z dnia 30 maja 2011 roku, dla upamiętnienia 20 rocznicy uzyskania niepodległości przez Ukrainę i wyróżnienia osób zasłużonych w działaniach na rzecz uzyskania niepodległości i w jej rozwoju.
Pierwsze nadanie miało miejsce 19 sierpnia 2011 roku, a ostatnie w dniu 27 czerwca 2012 roku. Nadano około 3300 takich medali.

## Zasady nadawania
Odznaczenie było nadawane obywatelom Ukrainy, cudzoziemcom i bezpaństwowcom za znaczący osobisty wkład w uzyskaniu niezależności Ukrainy, ustanowienie suwerenności i umocnienie międzynarodowego prestiżu, za zasługi w budowaniu państwowości, działalność socjalno-ekonomiczną i publiczno-polityczną oraz wierną i bezstronną służbę Ukrainie.
Odznaczenie nadawane jest przez Prezydenta Ukrainy, na wniosek instytucji i urzędów publicznych, przedsiębiorstw bez względu na stosunki własnościowe, władze samorządowe, stowarzyszenia obywatelskie, związki twórcze.

## Opis odznaki
Odznaka medalu wykonana jest z metalu koloru żółtego i ma formę koła o średnicy 32 mm.
Na awersie w środkowej części znajduje się kontur mapy Ukrainy, w środku której umieszczony jest herb Ukrainy, od herbu odchodzą promienie pokrywające mapę Ukrainy. W górnej części znajduje się napis ДВАДЦЯТЬ РОКІВ (pol. Dwadzieścia lat), a w dolnej НЕЗАЛЕЖНОСТІ УКРАЇНИ (pol. Niezależna Ukraina).
Na rewersie w środkowej części jest napis 24 СЕРПНЯ 1991 (pol. 24 sierpnia 1991) – data ogłoszenia niepodległości Ukrainy. Napis jest otoczony przez dwie gałązki liści laurowych, połączonych szarfą.
Medal zawieszony jest na prostokątnej zawieszce o długości 45 mm i szerokości 28 mm, obciągniętej wstążką w kolorze flagi Ukrainy, paski koloru niebieskiego i żółtego o szerokości 13 mm, a po bokach paski o szer. 1 mm koloru złotego. Baretka medalu ma wysokości 12 mm i długość 24 mm.